# Frank Mária
Frank Mária, Renn Oszkárné (Petrovgrád, 1943. szeptember 8. – Eger, 1992. november 20.) úszó, gyermekorvos.

## Pályafutása
1957-től az Egri SC, illetve az Egri Dózsa, majd 1962-től az Orvosegyetem SC úszója volt. 1958-tól 1964-ig szerepelt a magyar válogatottban. A magyar csapat tagja volt az 1960. évi római és az 1964. évi tokiói olimpián. 1958-tól 1963-ig összesen tíz magyar bajnoki címet nyert.  Az aktív sportolástól 1964-ben vonult vissza. 1982. december 12-én, a Magyar Úszó Szövetség jubileumi ülésén megkapta a Magyarország örökös úszóbajnoka címet.
1967-ben a Semmelweis Orvostudományi Egyetemen általános orvosi, majd gyermekgyógyász szakorvosi oklevelet szerzett és az egri Markhot Ferenc Kórház gyermekgyógyász orvosa, később főorvosa lett.
Dr. Frank Mária 1992-ben fiatalon halt meg. Férje, dr. Renn Oszkár létrehozta A Gyermekek Gyógyításáért Alapítványt, melynek kuratóriuma minden évben Dr. Frank Mária-emlékplakettet és -díjat ad át annak az orvosnak, akinek pályamunkáját a kórház tudományos bizottsága a legjobbnak értékeli.

## Sporteredményei
- olimpiai 4. helyezett (1960: 4 × 100 m gyorsváltó)
- Európa-bajnoki 3. helyezett (1962: 4 × 100 m vegyes váltó)
- Európa-bajnoki 4. helyezett (1961: 4 × 100 m vegyes váltó)
- Európa-bajnoki 5. helyezett (1962: 100 m gyors)
- kétszeres Európa-bajnoki 6. helyezett (1958: 4 × 100 m gyorsváltó, 4 × 100 m vegyes váltó)
- Universiade-győztes (1963: 4 × 100 m gyorsváltó)
- kétszeres Universiade 2. helyezett (1963: 100 m gyors, 400 m gyors)
- tízszeres magyar bajnok

## Rekordjai

### 200 m gyors
- 2:22,3 (1961. augusztus 20., Budapest) országos csúcs
- 2:20,6 (1963. szeptember 20., Budapest) országos csúcs

## Díjai, elismerései
- Magyar Népköztársaság Érdemes Sportolója (1962)[2]